# Mitsuki Ono
Mitsuki Ono (小野 光希?, Ono Mitsuki) (Saitama, 5 marzo 2004) è una snowboarder giapponese, specializzata nell'halfpipe.

## Biografia
Originaria di Saitama e attiva a livello internazionale dal 4 settembre 2018, data nella quale Mitsuki Ono ha vinto la medaglia d'oro nell'halfpipe ai Campionati mondiali juniores di Cardrona 2018; trionfo che ha ripetuto l'anno successivo a Leysin 2019. Ha debuttato in Coppa del Mondo il 14 dicembre 2019, giungendo 8ª nell'halfpipe di Copper Mountain. Il 15 febbraio 2020 ha ottenuto, a Calgary, il suo primo podio, nel massimo circuito, classificandosi al 2º posto nella gara vinta dalla cinese Cai Xuetong.
In carriera ha preso parte ad un'edizione dei Giochi olimpici invernali, a Pechino 2022, giungendo nona nell'halfpipe, e ha vinto due medaglie nei Campionati mondiali di snowboard: il bronzo nell'halfpipe a Bakuriani 2023 e a Engadina 2025

## Palmarès

### Mondiali
- 2 medaglie:
  - 2 bronzi (halfpipe a Bakuriani 2023; halfpipe a Engadina 2025)

### Winter X Games
- 1 medaglia:
  - 1 argento (superpipe ad Aspen 2024)

### Mondiali juniores
- 2 medaglie:
  - 2 ori (halfpipe a Cardrona 2018; halfpipe a Leysin 2019)

### Coppa del Mondo
- Vincitrice della Coppa del Mondo generale di freestyle nel 2023
- Vincitrice della Coppa del Mondo di halfpipe nel 2023 e nel 2024
- 12 podi:
  - 6 vittorie
  - 4 secondi posti
  - 2 terzi posti

#### Coppa del Mondo - vittorie
| Data             | Luogo            | Paese       | Disciplina |
| ---------------- | ---------------- | ----------- | ---------- |
| 21 gennaio 2023  | Laax             | Svizzera    | HP         |
| 4 febbraio 2023  | Mammoth Mountain | Stati Uniti | HP         |
| 11 febbraio 2023 | Calgary          | Canada      | HP         |
| 20 gennaio 2024  | Laax             | Svizzera    | HP         |
| 3 febbraio 2024  | Mammoth Mountain | Stati Uniti | HP         |
| 10 febbraio 2024 | Calgary          | Canada      | HP         |

Legenda:

HP = Halfpipe